# Tenuwapatti
Tenuwapatti – gaun wikas samiti we wschodniej części Nepalu w strefie Sagarmatha w dystrykcie Siraha. Według nepalskiego spisu powszechnego z 2001 roku liczył on 669 gospodarstw domowych i 4128 mieszkańców (1942 kobiet i 2186 mężczyzn).